# Ty Burrell
Pour les articles homonymes, voir Burrell.
Tyler Gerald Burrell, dit Ty Burrell, est un acteur américain, né le 22 août 1967 à Grants Pass (Oregon). Il est principalement connu pour son rôle de Phil Dunphy dans la série télévisée Modern Family (2009-2020), pour lequel il reçoit plusieurs récompenses, dont deux Primetime Emmy Award du meilleur acteur dans un second rôle (2011 et 2014), ainsi que six nominations (2010, 2012, 2013, 2015, 2016 et 2017).

## Biographie
Tyler Gerald Burrell naît le 22 août 1967 dans l'Oregon. Il est le fils d'une professeure et d'un thérapeute spécialisé dans les problèmes de famille.
Il a des origines anglaises, allemandes, écossaises, françaises et irlandaises. Une de ses arrière-arrière-grands-mères était une Afro-Américaine ayant acquis une propriété en Oregon grâce au Homestead Act.
Il passe son enfance près des côtes californiennes non loin d'un commerce géré par sa famille. Il y pratique assidûment le football.
Après avoir été diplômé du lycée, il rejoint l'université d'Ashland où il obtient un bachelor en théâtre. Par souci d'économie, il vit un temps dans son van et travaille en tant que barman à côté de ses études. Il travaille en 1999 sur un festival consacré à William Shakespeare.
Le 18 août 2000, il épouse Holly Brown.
Sa carrière télévisuelle débute surtout par de courtes apparitions qu'il fait dans certains épisodes de séries télévisées.
En 2006, il interprète durant 20 histoires un chirurgien coureur de jupons dans Womanizer.
En 2008, les futurs créateurs de Modern Family le contactent pour qu'il participe à la série Back to You (en) aux côtés de Josh Gad, Fred Willard, Patricia Heaton et Kelsey Grammer. Il retrouvera d'ailleurs les deux premiers acteurs dans quelques épisodes de Modern Family.
Ty Burrell est en effet connu pour son rôle de Phil Dunphy, l'agent immobilier gaffeur et attachant de la série. En 2014, il a même l'occasion de participer à une adaptation cinématographique de Sherman et Peabody aux côtés de sa fille de fiction Ariel Winter.
Il est le père adoptif de deux filles nées en avril 2010 et mars 2012.

## Filmographie

### Cinéma
- 2001 : Évolution : Colonel Flemming
- 2001 : La Chute du faucon noir : Wilkinson
- 2004 : L'Armée des morts : Steve
- 2004 : En bonne compagnie : Enrique Colon
- 2005 : Down in the Valley : Shérif
- 2006 : Friends with Money : Aaron
- 2006 : The Darwin Awards : Emile
- 2006 : Fur : Allan Arbus
- 2007 : Benjamin Gates et le Livre des secrets : Connor
- 2008 : L'Incroyable Hulk : Dr Leonard Samson
- 2009 : Escrocs en herbe : Professeur Sorenson
- 2010 : Gamechangers Ep. 1: The Rant Writer
- 2010 : Fair Game : Fred
- 2010 : Morning Glory : Paul McVee
- 2011 : Butter : Bob Pickler
- 2012 : Goats : Frank
- 2012 : Gamechangers Ep. 4: The Rant Writer 2
- 2012 : Fuddy Meers : Richard
- 2013 : Mr. Peabody & Sherman : Mr. Peabody (voix)
- 2014 : Muppets Most Wanted de James Bobin : Jean-Pierre Napoléon
- 2016 : Le Monde de Dory de Andrew Stanton : Bailey, le béluga (voix)
- 2016 : Cigognes et Cie de Nicholas Stoller et Doug Sweetland : Henry Gardner (voix)
- 2017 : Pire soirée (Rough Night) de Lucia Aniello : Pietro

### Télévision
- 2000 : New York, police judiciaire : Paul Donatelli (saison 11, épisode 2)
- 2001 : À la Maison-Blanche : Tom Starks (1 épisode)
- 2002 : New York, unité spéciale : Alan Messinger (saison 3, épisode 15)
- 2003 : New York, police judiciaire : Herman Capshaw (saison 13, épisode 22)
- 2005-2006 : Out of Practice : Dr Oliver Barnes (21 épisodes)
- 2007 : Lipshitz Saves the World : L'homme en rouge
- 2007-2008 : Back to You (en) : Gary Crezyzewski (17 épisodes)
- 2008 : Fourplay : Christopher
- 2009 : Damages : Douglas Schiff (1 épisode)
- 2009-2020 : Modern Family : Phil Dunphy
- 2010 : Doc McStuffins : Gros Jack (1 épisode)
- 2010-2011 : The Super Hero Squad Show : Captain Mar-Vell (3 épisodes)
- 2010-2011 : Glenn Martin DDS : Mart-E (2 épisodes)
- 2012 : Key and Peele : Colonel Hans Muller (1 épisode)
- 2020-Présent : Duncanville : Jack (voix)

## Voix françaises
En France
| - Loic Houdré dans : - Escroc(s) en herbe - Modern Family (série télévisée) - La Famille Pickler - Cigognes et compagnie (voix) | et aussi - Jean-Louis Faure (* 1953 - 2022) dans L'Armée des morts - Guillaume Lebon dans Benjamin Gates et le Trésor des Templiers - Fabien Jacquelin dans Friends with Money - Guillaume Gallienne dans M. Peabody et Sherman : Les Voyages dans le temps (voix) - Eilias Changuel dans Duncanville (voix) |

## Récompenses
- 2013 : Nympe d'or du Meilleur Acteur dans la catégorie Série TV comique au Festival de Télévision de Monte-Carlo (Modern Family)